# Hoàng Dân Mạc
Hoàng Dân Mạc (sinh năm 1958) là một chính khách Việt Nam. Ông nguyên là Bí thư Tỉnh ủy, Chủ tịch Hội đồng nhân dân tỉnh, Chủ tịch Ủy ban nhân dân tỉnh Phú Thọ.

## Thân thế và sự nghiệp
Ông sinh ngày 18 tháng 11 năm 1958, nguyên quán tại huyện Thanh Thủy, tỉnh Phú Thọ.
1976-1981: Sinh viên Trường Đại học Nông nghiệp I - Hà Nội
9/1981-12/1982: Đoàn phó - Đoàn công tác khoán quản trong nông nghiệp của Bộ Nông nghiệp tại Vĩnh Phú
01/1983-02/1985: Cán bộ Ban quản lý HTX nông nghiệp - Ty Nông nghiệp Vĩnh Phú
02/1985-6/1987: Thực hiện nghĩa vụ quân sự theo Luật thuộc đơn vị E98-F316; chức vụ Hạ sỹ - Tiểu đội trưởng
7/1987-11/1987: Xuất ngũ - tiếp tục công tác tại Ban quản lý HTX nông nghiệp, Sở Nông lâm nghiệp Vĩnh Phú
12/1987-12/1991: Chuyên viên nghiên cứu tổng hợp, Văn phòng Ủy ban nhân dân tỉnh Vĩnh Phú
01/1992-12/1994: Phó Văn phòng Ủy ban nhân dân tỉnh Vĩnh Phú
01/1995-8/1999: Chánh Văn phòng Ủy ban nhân dân tỉnh Vĩnh Phú, Phú Thọ
9/1999-6/2002: Phó Bí thư Huyện ủy, Chủ tịch Ủy ban nhân dân huyện Thanh Thủy
7/2002-5/2004: Giám đốc Sở Khoa học Công nghệ và Môi trường tỉnh Phú Thọ
6/2004-01/2006: Tỉnh ủy viên, Phó Chủ tịch Ủy ban nhân dân tỉnh Phú Thọ
02/2006-5/2007: Ủy viên Ban Thường vụ Tỉnh ủy, Trưởng ban Tổ chức Tỉnh ủy
6/2007-12/2010: Phó Bí thư Thường trực Tỉnh ủy Phú Thọ
12/2010 đến 4/2013: Phó Bí thư Tỉnh ủy, Chủ tịch Ủy ban nhân dân tỉnh Phú Thọ.
4/2013 đến 12/2018: Bí thư kiêm Chủ tịch Hội đồng nhân dân tỉnh Phú Thọ.
Chiều ngày 30/9/2015, Đại hội đại biểu Đảng bộ tỉnh Phú Thọ lần thứ XVIII, nhiệm kỳ 2015-2020 đã bầu ông Hoàng Dân Mạc tái đắc cử chức vụ Bí thư Tỉnh ủy tỉnh Phú Thọ khóa XVIII.
Ngày 23/6/2016, Hội đồng nhân dân tỉnh Phú Thọ đã khai mạc kỳ họp thứ nhất bầu Hoàng Dân Mạc, Bí thư Tỉnh ủy, Chủ tịch Hội đồng nhân dân tỉnh khóa XVII tái đắc cử chức vụ Chủ tịch Hội đồng nhân dân tỉnh khóa XVIII, nhiệm kỳ 2016-2021.
Tháng 12 năm 2018, ông nghỉ hưu.